# غالاتيا (قمر)
غالاتيا Galatea (/ˈɡæləˈtiːə/ GAL-ə-TEE-ə; الإغريقية: Γαλάτεια) والمعروف أيضا باسم Neptune VI .هو القمر الداخلي الرابع ل نبتون سمي نسبة لغالاتيا واحدة من أساطير نيريد اليونانية .
تم اكتشاف غالاتيا في أواخر يوليو 1989 من الصور التي التقطها مسبار فوياجر 2. وأعطي التسمية المؤقتة S/1989 N 4 وقد تم ألأعلان عن هذا الاكتشاف في 2 أغسطس 1989، ولكن النص يتحدث فقط عن "10 إطارات اخذت لأكثر من 5 أيام"، مما يعطي تاريخ الاكتشاف في وقت ما قبل 28 يوليو تموز. وأطلق علية الاسم الحالي في 16 سبتمبر 1991.

## خصائص
شكل القمر غالاتيا غير منتظم ولا يظهر أي علامة على أي تغير جيولوجي. ومن المرجح أنة تكون من كومة من الأنقاض تراكمت مرة أخرى من أجزاء من أقمار نبتون الأصلية التي تحطمت باضطرابات من القمر تريتون بعد وقت قصير من إتخاذ ألاقمار مدارتها الأولية المنحرفة.
مدار غالاتيا يقع تحت المدار المتزامن لنبتون، ويتصاعد ببطء إلى الداخل بسبب فعل التسارع المدي ومن الممكن في نهاية المطاف ان يصتدم بالغلاف الجوي لنبتون أو يتفكك على شكل حلقة كوكبية عندما يجتاز حد روش بسبب قوة المد والجزر.ويبدو أن غالاتيا قمر راعي لحلقة آدمز التي يقع غالاتيا على بعد 1000 كم خارج مدارها.ويعتبر الرنين مع غالاتيا الذي نسبتة 42:43 هو الآلية الأكثر احتمالا للحد من أقواس الحلقة الفريدة من نوعها التي توجد في هذه الحلقة. ولقد تم تقدير كتلة غالاتيا على أساس الاضطرابات الشعاعية التي تؤثر على الحلقة.